# جزيرة بوهو
جزيرة بوهو وهي جزيرة من جزر إندونيسيا، وتقع ضمن أرخبيل سولاوسي في إقليم غورونتالو.